# Microgobius microlepis
Microgobius microlepis är en fiskart som beskrevs av Longley och Hildebrand, 1940. Microgobius microlepis ingår i släktet Microgobius och familjen smörbultsfiskar. Inga underarter finns listade i Catalogue of Life.